# Йозеф I (Шварценберг)
Йозеф I Адам Йохан Непомук Франц де Паула Йоахим Юдас Тадеус Абрахам фон Шварценберг (на немски: Joseph I Adam Johann Nepomuk Franz de Paula Joachim Judas Thaddäus Abraham; * 15 декември 1722, Виена; † 17 февруари 1782, Виена) е немско-бохемски благородник, 4. княз на Шварценберг (1732 – 1782) и ландграф в Клетгау (1733 – 1782).

## Живот
Той е син на княз Адам Франц Карл фон Шварценберг (1680 – 1732) и съпругата му принцеса Елеонора фон Лобковиц (1682 – 1741), дъщеря на бохемския княз Фердинанд Август фон Лобковиц (1655 – 1715), херцог на Саган, и втората му съпруга маркграфиня Мария Анна Вилхелмина фон Баден-Баден (1655 – 1701), дъщеря на маркграф Вилхелм фон Баден-Баден.
Йозеф I Адам се жени на 22 август 1741 г. при Теплице за принцеса Мария Терезия фон Лихтенщайн (* 28 декември 1721, Виена; † 19 януари 1753, Виена), дъщеря на княз Йозеф Йохан Адам фон Лихтенщайн (1690 – 1732) и графиня Мария Анна Катарина фон Йотинген-Шпилберг (1693 – 1729).
Той умира на 17 февруари 1782 г. във Виена и е погребан в Августинската църква.

## Деца
Йозеф I Адам и Мария Терезия фон Лихтенщайн имат децата:
- Йохан I (3 юли 1742 – 5 ноември 1789), 5. княз на Шварценберг, женен на 14 юли 1768 във Виена за графиня Мария Елеонора фон Йотинген-Валерщайн (1747 – 1797)
- Мария Анна Йозефа (6 януари 1744 – 8 август 1803), омъжена на 17 октомври 1764 г. във Виена за граф Лудвиг фон Цинцендорф (1721 – 1780)
- Йозеф Венцел Йохан Непомук Емануел Юдас Тадеус Франц де Паула фон Шварценберг (26 март 1745 – 18 септември 1781)
- Антон фон Падуа Йохан Непомук Франц Ксавер Феликс (11 април 1746 – 7 март 1764)
- Мария Терезия Катарина Валбургис Аполония (30 април 1747 – 21 януари 1788), омъжена на 11 май 1772 г. във Виена за граф Зигмунд Рудолф фон Гойос (1723 – 1796)
- Мария Елеонора София Йозефа Лудовика Франциска Христиана (13 май 1748 – 3 май 1786)
- Франц Йозеф Фридрих Йохан Непомук Кайетан Йохан Феликс (8 август 1749 – 14 август 1750)
- Мария Йозефа Терезия Агата (24 октомври 1751 – 7 април 1755)
- Мария Ернестина Терезия Раймунда (18 октомври 1752 – 12 април 1801), омъжена на 25 юни 1778 г. за граф Франц Ксавер фон Ауершперг (1755 – 1803)